# 克里斯赫纳纳加尔
克里斯赫纳纳加尔（Krishnanagar），是印度西孟加拉邦Nadia县的一个行政和首要城镇。总人口 181,182（2011年）。克里斯赫纳纳加尔以皇室拉賈(Raja) Krishna Chandra Rai (1728-1782) 命名。而克里斯赫纳纳加尔這個城市便由當時Krishna Chandra Roy 統治時期開始建立。從多年遺留下來的遺跡看出, Krishna 皇朝當年盛極一時。

## 地理位置
克里斯赫納納加爾位於23.4°N 88.5°E。平均海拔14米（45英尺）。距離西孟加拉邦首府加爾各答約100公里。克里斯赫納納加爾位於恆河支流之一嘉蘭子河(Jalangi River)的南邊。

## 歷史
克里斯赫納納加爾市正式成立於1864年。皇族Krishna Chandra Roy居住這個地區後而得名。他負責創意工藝品在該地區的發展，并成功促進了整個西孟加拉邦的工藝品文化。
克里斯赫納納加爾有著一些歷史上著名建築，如拉傑巴里(Rajbari)和拉賈克里斯赫納納加爾(Krishna Chandra)的住所。而拉傑巴里的主要特點就是坐落在王宮的院子裡的女神杜爾迦廟。這是讓當老百姓能夠真正見證對女神杜爾迦的虔誠。

## 人口
该地2001年总人口139070人，其中男性70512人，女性68558人；0—6岁人口12149人，其中男6125人，女6024人；识字率78.92%，其中男性为82.50%，女性为75.23%。